# Stellan Bengtsson

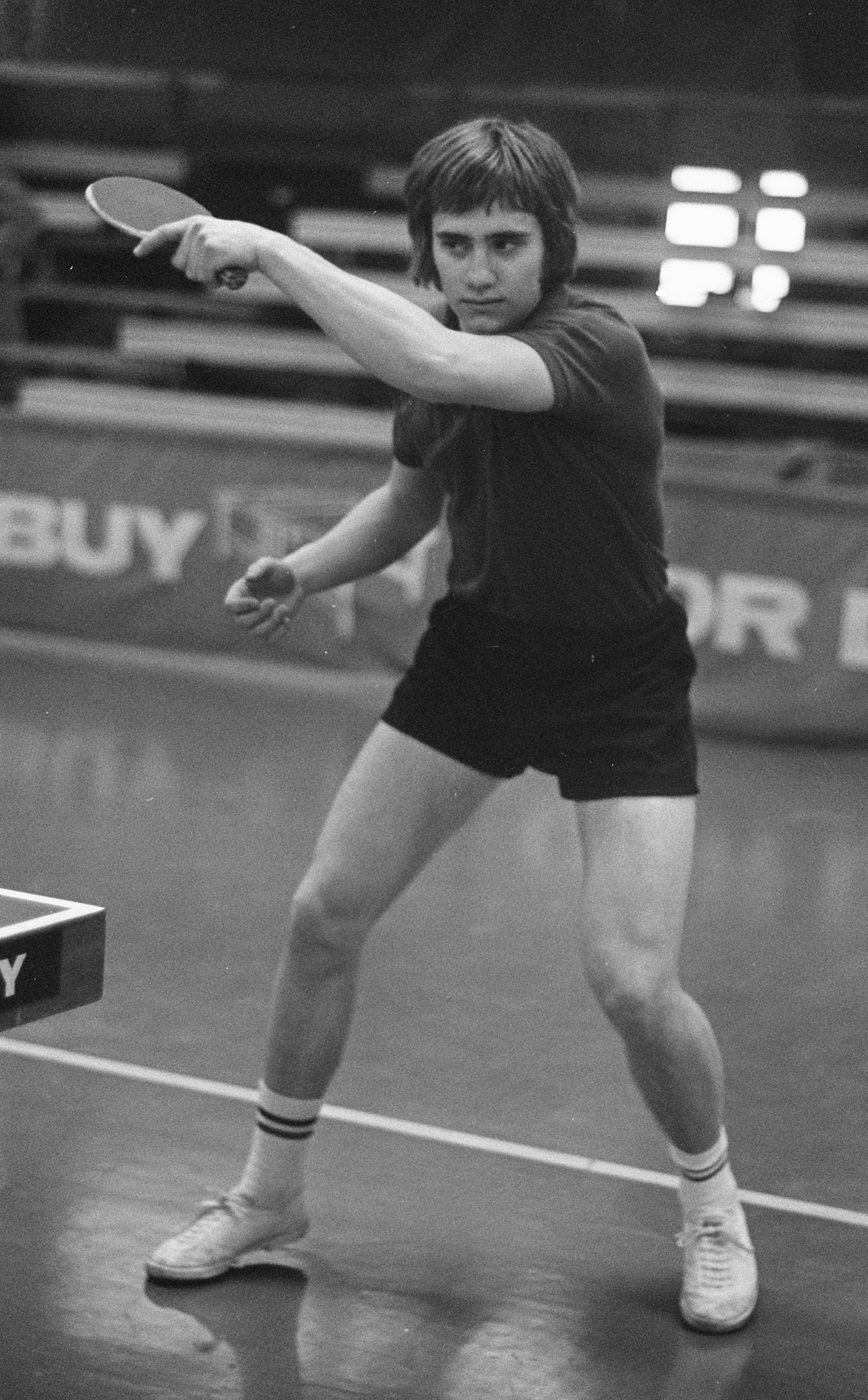
Stellan Bengtsson (1972)

Stellan Bengtsson (Harplinge, 26 juli 1952) is een Zweeds voormalig tafeltennisprofessional. Hij werd in 1971 als eerste Zweed en tevens als eerste linkshandige speler ooit wereldkampioen tafeltennis. Een jaar later won hij eveneens de enkelspeltitel op de Europese kampioenschappen, gevolgd door de Europa Top-12 in 1973.

## Loopbaan
Bengtsson (geen familie van tafeltennisser Ulf Bengtsson) werd tijdens zijn carrière ook wel 'Stellan Bengtsson 2' genoemd, omdat er al eerder een tafeltennisser met exact dezelfde naam was. Tijdens het wereldkampioenschap 1971 versloeg hij in de enkelspelfinale Shigeo Itoh, die daarin tevergeefs zijn titel verdedigde. Bengtsson bleef de enige Zweedse wereldkampioen enkelspel tot hij in 1989 opgevolgd werd door Jan-Ove Waldner.
Bengtsson speelde competitie voor achtereenvolgens de Zweedse club Falkenbergs BTK en de Duitse Bundesliga-teams TTC Jülich, TTC Grünweiß Bad Hamm, ATSV Saarbrücken, TTC Altena, Falkenbergs BTK (Zwe) en opnieuw ATSV Saarbrücken, waar hij dan een dubbelrol heeft als trainer. Hij trainde daarna ook CFC Hertha 06 Berlin.

## Belangrijkste resultaten
- Wereldkampioen enkelspel 1971
- Wereldkampioen dubbelspel 1973 (met Kjell Johansson)
- Wereldkampioen landenteams 1973
- Europees kampioen enkelspel 1972
- Europees kampioen dubbelspel 1976 (met Kjell Johansson)
- Europees kampioen landenteams 1970, 1972, 1974, 1976 en 1980
- Winnaar Europa Top-12 1973 en 1980
- Zweeds kampioen 1972, 1973, 1975, 1977, 1978, 1979 en 1980
- Winnaar Bundesliga 1983, met ATSV Saarbrücken